# Verbandsgemeinde Westhofen

Lage der Verbandsgemeinde im Landkreis Alzey-Worms

Die Verbandsgemeinde Westhofen war eine Gebietskörperschaft im Landkreis Alzey-Worms in Rheinland-Pfalz. Der Verbandsgemeinde gehörten zehn eigenständige Ortsgemeinden an, der Verwaltungssitz war in der namensgebenden Gemeinde Westhofen. Die Verbandsgemeinde Westhofen ging am 1. Juli 2014 in der Verbandsgemeinde Wonnegau auf.

## Verbandsangehörige Gemeinden
| Ortsgemeinde               | Fläche (km²) | Einwohner |
| -------------------------- | ------------ | --------- |
| Bechtheim                  | 13,34        | 1.801     |
| Bermersheim                | 2,32         | 324       |
| Dittelsheim-Heßloch        | 13,84        | 2.091     |
| Frettenheim                | 2,74         | 320       |
| Gundersheim                | 8,64         | 1.591     |
| Gundheim                   | 4,61         | 906       |
| Hangen-Weisheim            | 4,60         | 459       |
| Hochborn                   | 3,56         | 407       |
| Monzernheim                | 3,95         | 590       |
| Westhofen                  | 14,73        | 3.161     |
| Verbandsgemeinde Westhofen | 72,33        | 11.650    |

(Einwohner am 30. Juni 2014)

## Bevölkerungsentwicklung
Die Entwicklung der Einwohnerzahl bezogen auf das Gebiet der Verbandsgemeinde Westhofen im Jahr 2014; die Werte von 1871 bis 1987 beruhen auf Volkszählungen:
| Jahr | Einwohner |
| 1815 | 6.462     |
| 1835 | 9.223     |
| 1871 | 8.372     |
| 1905 | 8.908     |
| 1939 | 9.012     |
| 1950 | 11.066    |

| Jahr | Einwohner |
| 1961 | 10.254    |
| 1970 | 10.292    |
| 1987 | 10.062    |
| 1997 | 11.588    |
| 2005 | 12.218    |
| 2014 | 11.650    |

## Politik

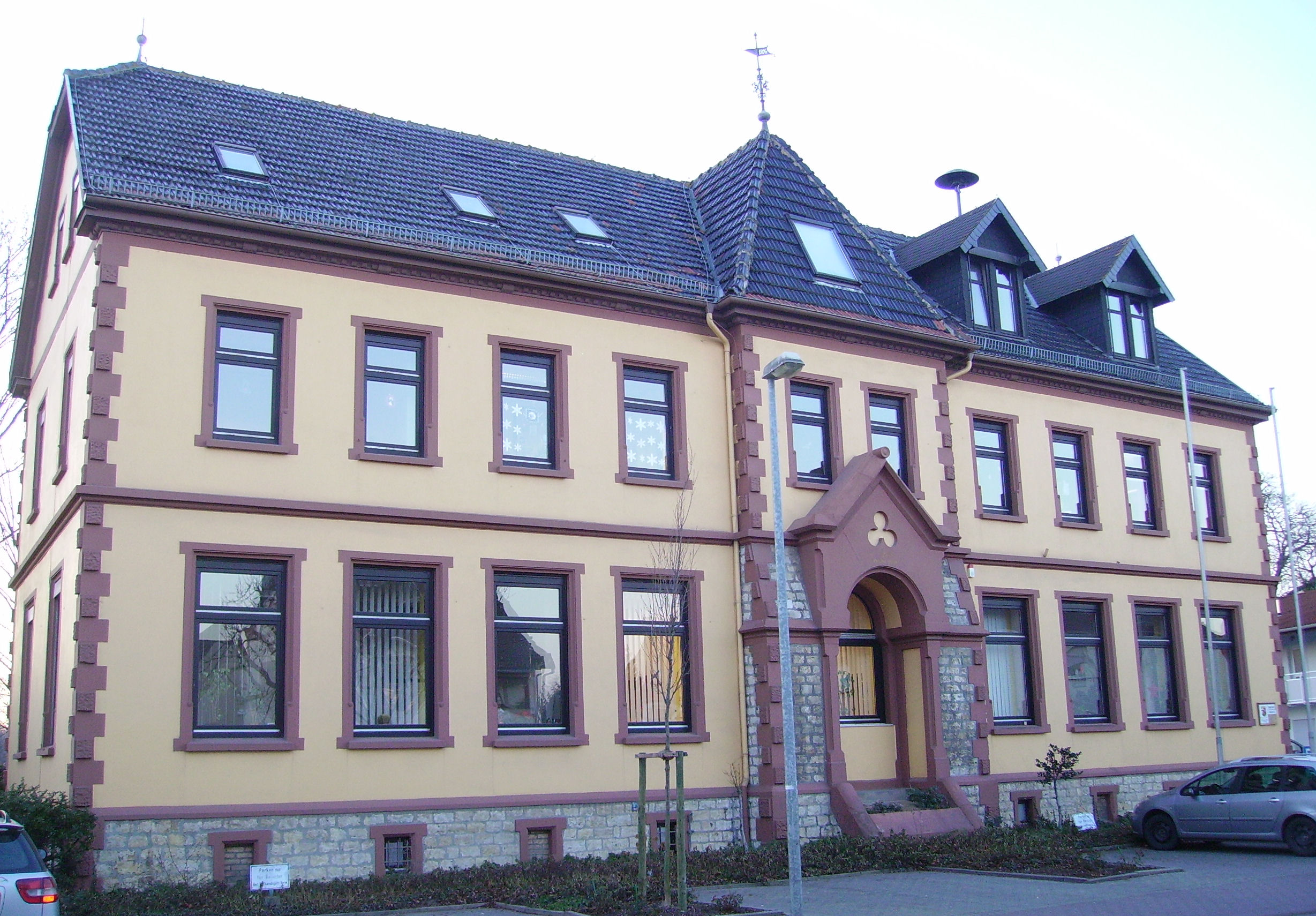
Die ehemalige Verbandsgemeindeverwaltung in Westhofen

### Verbandsgemeinderat
Der Verbandsgemeinderat Westhofen bestand aus 28 ehrenamtlichen Ratsmitgliedern, die zuletzt bei der Kommunalwahl am 7. Juni 2009 in einer personalisierten Verhältniswahl gewählt wurden, und dem hauptamtlichen Bürgermeister als Vorsitzendem.
Die Sitzverteilung im ehemaligen Verbandsgemeinderat:
| Wahl | SPD | CDU | FDP | FWG | Gesamt   |
| ---- | --- | --- | --- | --- | -------- |
| 2009 | 8   | 10  | 3   | 7   | 28 Sitze |
| 2004 | 8   | 10  | 3   | 7   | 28 Sitze |

### Bürgermeister
Die Verbandsgemeinde Westhofen hatte während ihres gesamten Bestehens nur zwei Bürgermeister. Von 1972 bis 2002 war es Peter Nauth, danach folgte Walter Wagner. Beide waren Mitglieder der CDU.

### Fusion
Zum 1. Juli 2014 fusionierte die Verbandsgemeinde Westhofen mit der bisher verbandsfreien Stadt Osthofen zur neuen Verbandsgemeinde Wonnegau. Diese hat ihren Verwaltungssitz in Osthofen, in Westhofen bleibt eine zweite Verwaltungsstelle erhalten.